# 2009年世界房車錦標賽德國站
2009年世界房車錦標賽德國站是2009年度世界房車錦標賽的第九站賽事，正式比賽在2009年9月6日於德國奧舍斯萊本賽道上舉行。這是歷來第五次在德國舉行賽事。第一回合由寶馬車隊的派奧勝出，第二回合由寶馬車隊的法夫斯勝出。